# Stará Pošta (Kovalovice)
Stará Pošta, uváděná též jako Stará pozořická pošta či Stará kovalovická pošta, je samota východně od Brna, při silnici 430 na Olomouc. Nachází se na jižním okraji katastrálního území Kovalovic, jichž je základní sídelní jednotkou.

## Historie
Skupina budov vyrostla jako jedna z řady samot podél císařské silnice budované v první polovině 18. století a na mapě Kovalovic z roku 1826 je uváděna jako „Pozořická pošta“. Místní označení zdejších pozemků bylo Znanovy (nebo též Znanovi či Znanova).
Při budování císařské silnice se více dbalo na přímý směr než výškové rozdíly, a tak pro ni bylo typické časté stoupání a klesání. Na příhodných místech proto byly budovány zájezdní hostince, které pomáhaly koňskou přípřeží zdolávat kopce. Takový hostinec býval také v usedlosti č. p. 108, označovaný jako Vrchnostenský kovalovický nájemní hostinec nebo též Kadlecův dům.
Pro poštovní dopravu byly významné dědičné pošty, které byly budovány v intervalu asi dvou mílí, tj. 14 až 20 kilometrů, aby pošta díky střídání koní mohla zajistit předepsanou rychlost. Soukromá dědičná pošta na okraji pozořického panství rodu Liechtensteinů byla v jedné z tamních budov (č. p. 109) zřízena v roce 1785. První písemná zmínka je ze 7. ledna v návrhu na zřízení mezistanice mezi Brnem a Vyškovem na pozořické hospodě. Prvním poštmistrem se stal Franz Starl. Pošta vystřídala několik majitelů, až do roku 1879, kdy byla se souhlasem c. k. ministerstva obchodu přenesena do domu č. p. 60 v Pozořicích. Tím získala původní pošta přídomek „stará“.

### Stará pošta v bitvě u Slavkova
Před bitvou u Slavkova, 28. listopadu 1805 si na Staré poště zřídil hlavní stan francouzský maršál Joachim Murat ustupující před spojeneckou armádou od Vyškova. Po příjezdu císaře Napoleona zde, spolu s dalšími maršály Soultem, Lannesem a Berthierem proběhla porada, jejímž výsledkem byla volba zdržovací taktiky a stažení francouzských vojsk k Brnu. O dva dny později, 1. prosince si zde zřídil svůj hlavní stan ruský generál Bagration a po ztracené bitvě se odtud v odpoledních hodinách 2. prosince stáhl se svým sborem k Rousínovu a za soumraku ke Slavkovu, aby kryl prchající spojenecká vojska. Na Pozořické poště tak Rusy opět vystřídali Francouzi. Po půlnoci sem opět dorazil Napoleon a posléze jej navštívil rakouský vyjednavač kníže Liechtenstein, aby dohodl příměří a schůzku s rakouským císařem Františkem. Následujícího dne Napoleon odcestoval na slavkovský zámek.
Od 90. let 20. století byl areál pošty rekonstruován a vzniklo zde malé muzeum slavkovské bitvy, restaurace s hotelem, byl obnoven chov koní v místních stájích.

## Budova pošty

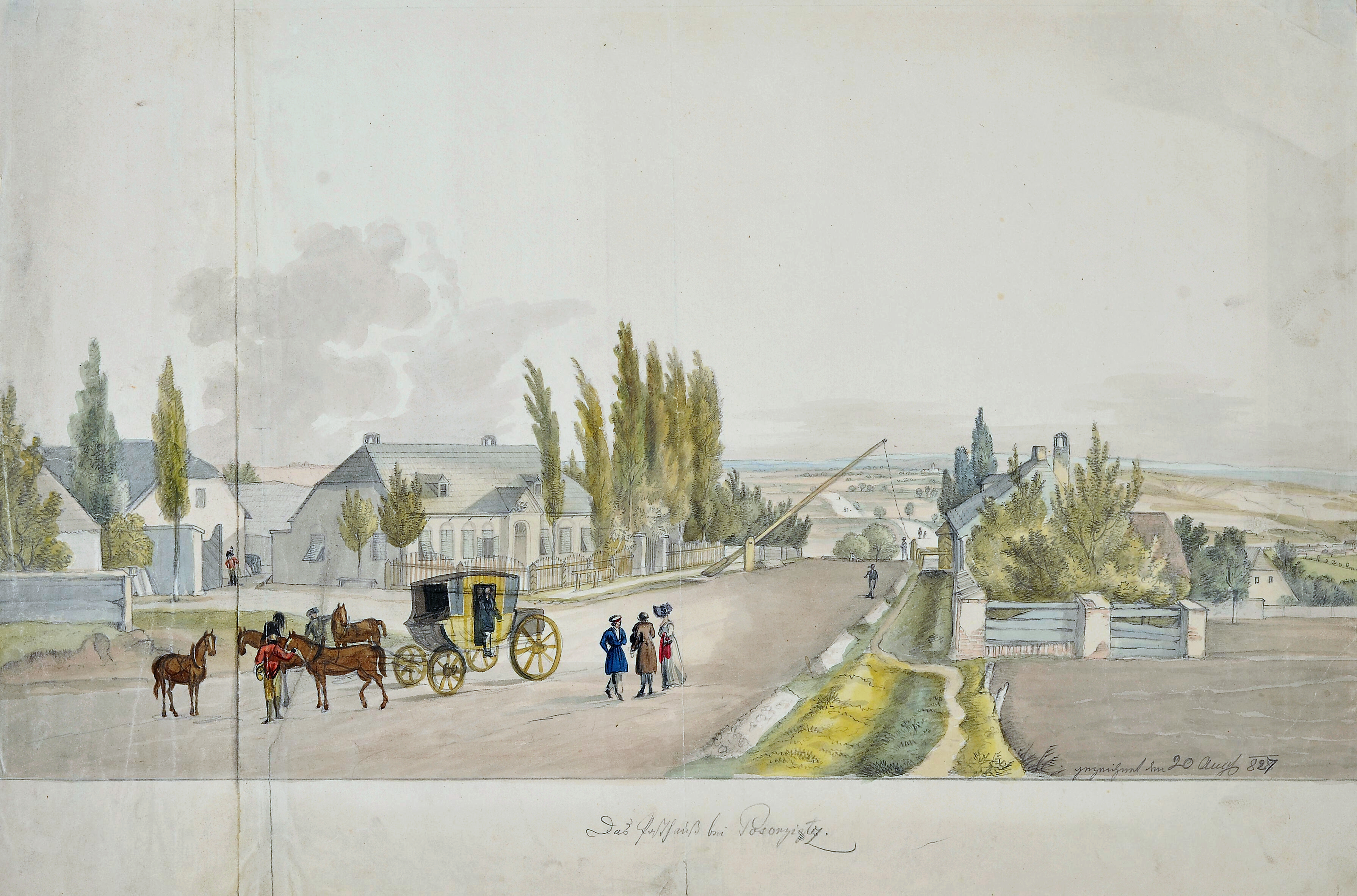
Pozořická pošta, akvarel Franze Richtera z roku 1827

Stará pošta je unikátní památkou, která je dochovaná v téměř původní podobě bez větších zásahů. Někdejší podoba je zachycena na vyobrazení z roku 1825 od Franze Richtera. Pošta je typicky účelovou stavbou své doby s klasickým půdorysem zájezdních hospod. Prostorný dvůr býval ze dvou stran uzavřený dřevěnými vraty. Hlavní budova stojí rovnoběžně se silnicí. Vpravo za ní je kolmo postavená jednopatrová sýpka a kočárovna. Stodola či kůlna v čele dvora se nedochovala. Z levé strany dvůr uzavírá budova stájí s klenutým stropem podpíraným šesti sloupy, která pojala až dvacet koní. Charakteristickým znakem Staré pošty jsou bývalé vstupní dveře hlavní budovy s radiálně členěným obloukem připomínajícím vějíř či slunce a s vyřezanou miniaturou postilionské trubky. Původní polovalbová střecha stavení se nedochovala. Pod areálem pošty jsou rozsáhlé hluboké sklepy.

## Další objekty

### Ruská kaplička
Naproti Staré poště, vedle domu číslo 108 se dochovala tzv. Ruská kaplička, památka na bitvu tří císařů. Údajně ji dala vystavět po napoleonských válkách neznámá ruská šlechtična na památku jednoho nebo dvou padlých důstojníků z řad ruské šlechty, jejích příbuzných. Do blízkosti kaple také byly na počátku 20. století převezeny ostatky vojáků z hromadného hrobu u cesty mezi Holubicemi a Blažovicemi. Původní zvon z kapličky se ztratil a později jej nahradil zvonek s letopočtem 1885–1900.

### Pomník koním
15. srpna 2010 byl u Staré pošty odhalen pomník padlým koním, upomínající na nedaleké místo srážky francouzského a ruského jezdectva při bitvě u Slavkova. Pomník, jehož autorem je sochař Nikos Armutidis, je odlit z více než 300 kg bronzu a představuje koně v životní velikosti při zásahu kulkou. Jeho základní kámen byl položen 10. prosince 2008. Je jediným pomníkem zabitým koním ve válkách v České republice.

### Frierenbergerovo dělo
Při olomoucké silnici před Rousínovem, asi kilometr dále za Starou Poštou, mimo katastr Kovalovic, byl dne 2. prosince 1995 k 190. výročí bitvy u Slavkova odhalen pomník rakouského majora Frierenbergera, který v závěru bitvy u Slavkova z těchto míst kryl palbou dvou dělostřeleckých baterií ustupující ruské jednotky generála Bagrationa. Na jeho vybudování a slavnostním odhalení se podílela Baterie Austerlitz a Československá napoleonská společnost.

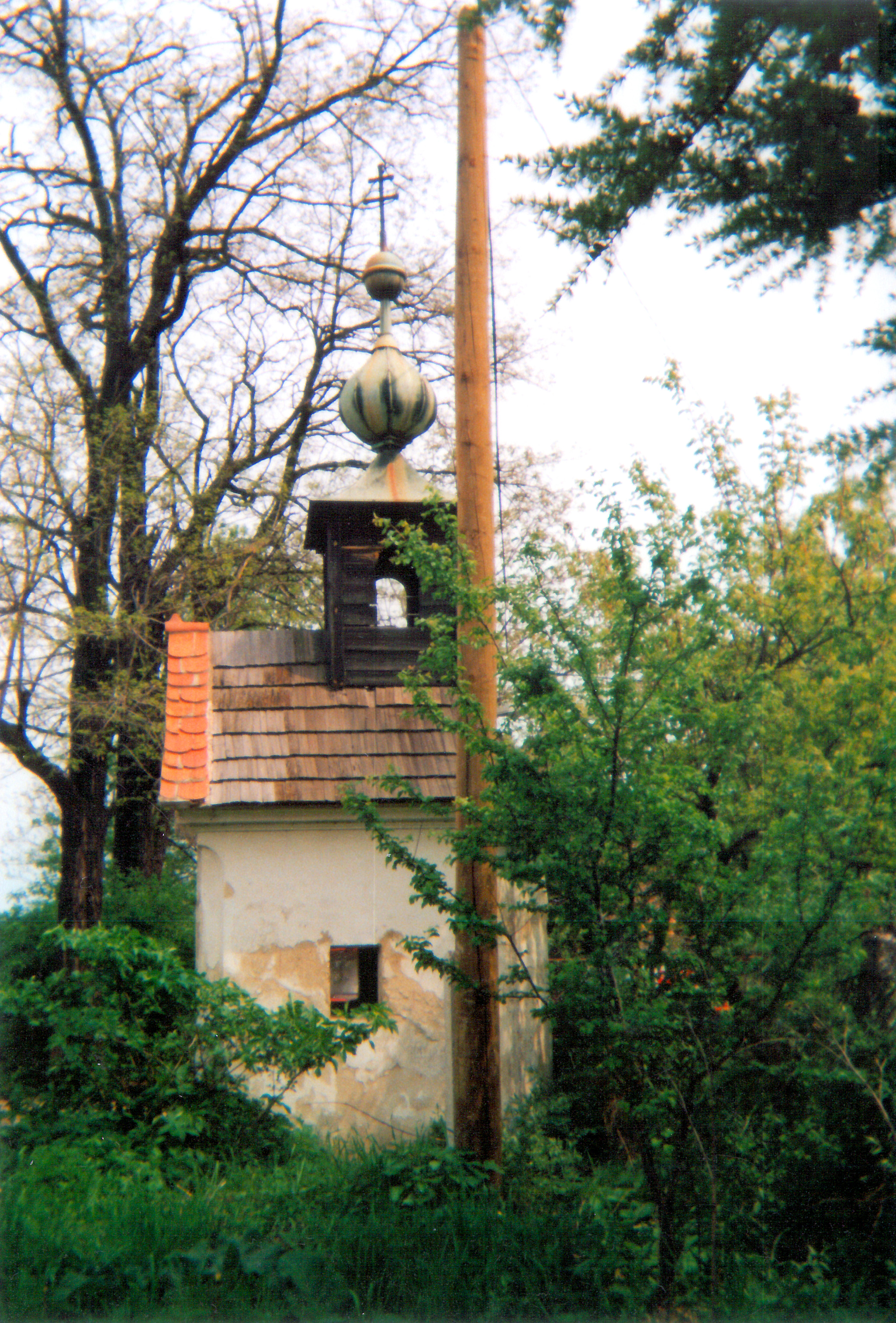
Stav kapličky v roce 1995
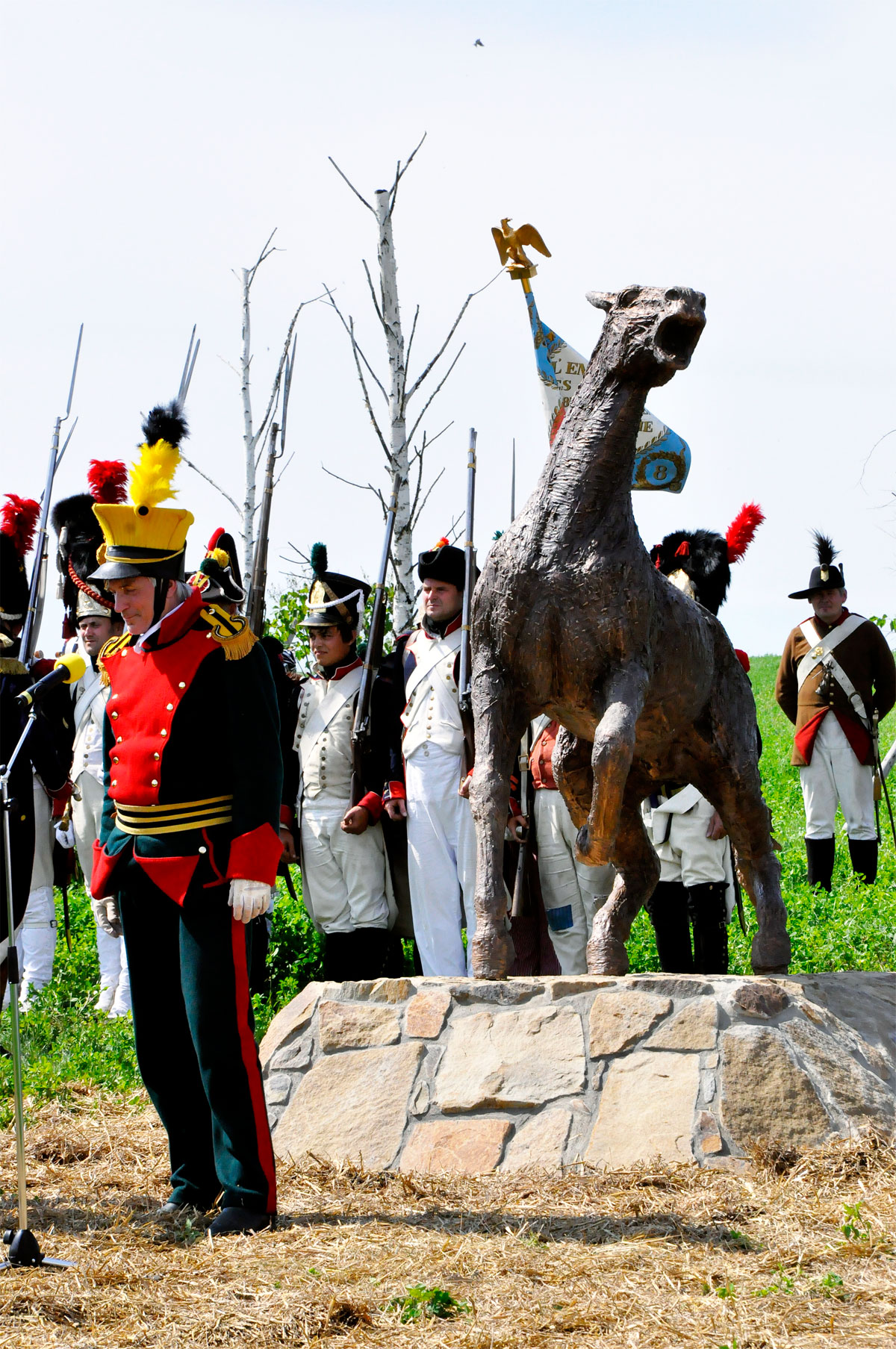
Odhalení pomníku padlým koním
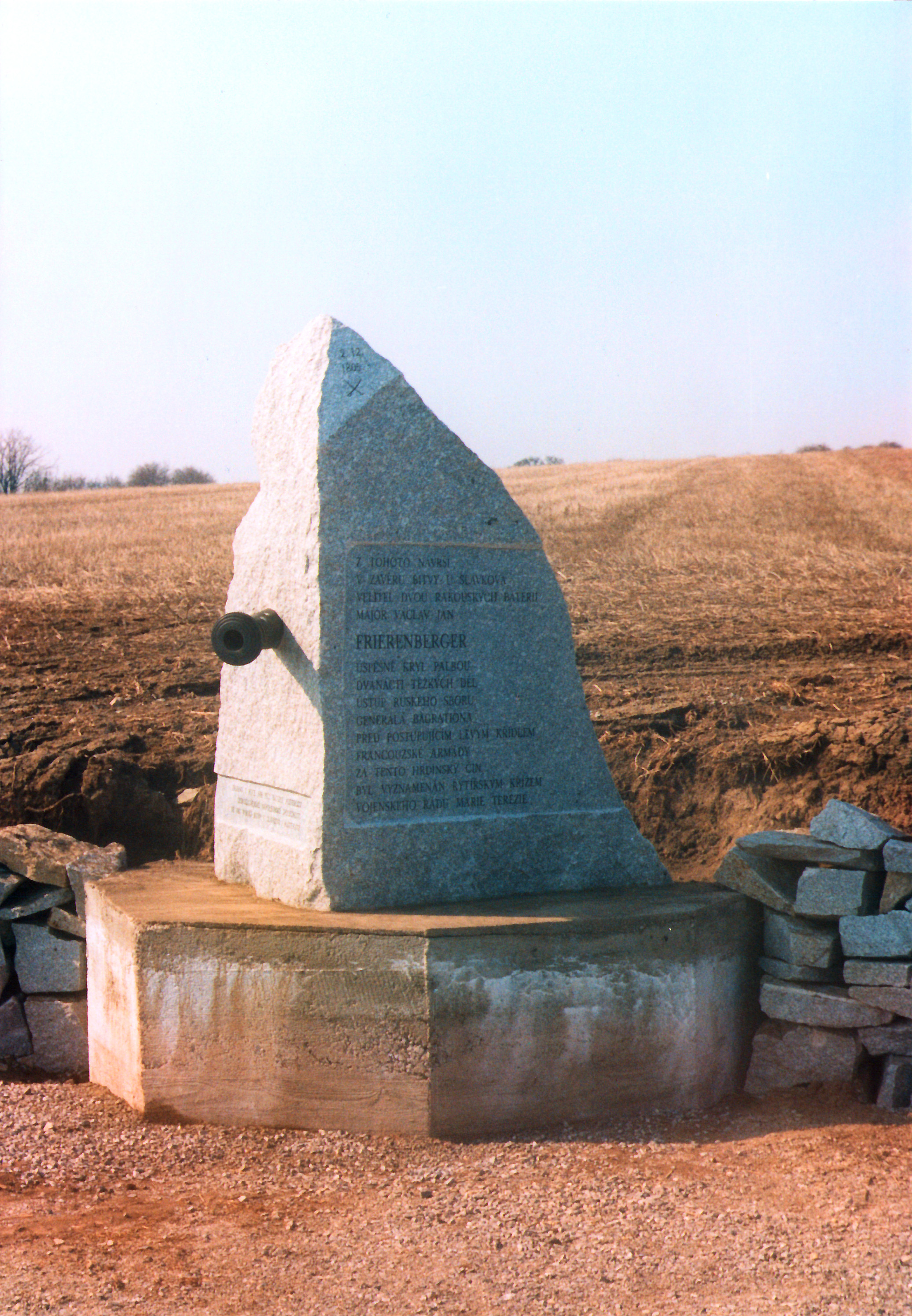
Pomník Frierenbergerovým dělostřelcům